# Медельпад (ландскап)
Медельпад (швед. Landskap Medelpad) — історична провінція (ландскап) у південно-східній частині північної Швеції, в регіоні Норрланд. Існує лише як історико-культурне визначення. Територіально входить до складу лену Вестерноррланд.

## Географія
Медельпад межує на півночі з Ємтландом і Онгерманландом, на заході з Гер'єдаленом, на півдні з Гельсінгландом, а зі сходу — омивається водами Ботнічної затоки.

## Історія
Єдиним населеним пунктом, який мав історичний статус міста, є Сундсвалль. Міські права він отримав ще 1624 року і досі залишається найбільшим поселенням ландскапу.

## Адміністративний поділ
Ландскап Медельпад є традиційною провінцією Швеції і не відіграє адміністративної ролі.

### Населені пункти
Більші міста й містечка:
- Сундсвалль
- Тімро
- Онге

## Символи ландскапу
- Рослина: ялина
- Тварина: заєць білий
- Птах: шишкар
- Риба: окунь

## Галерея

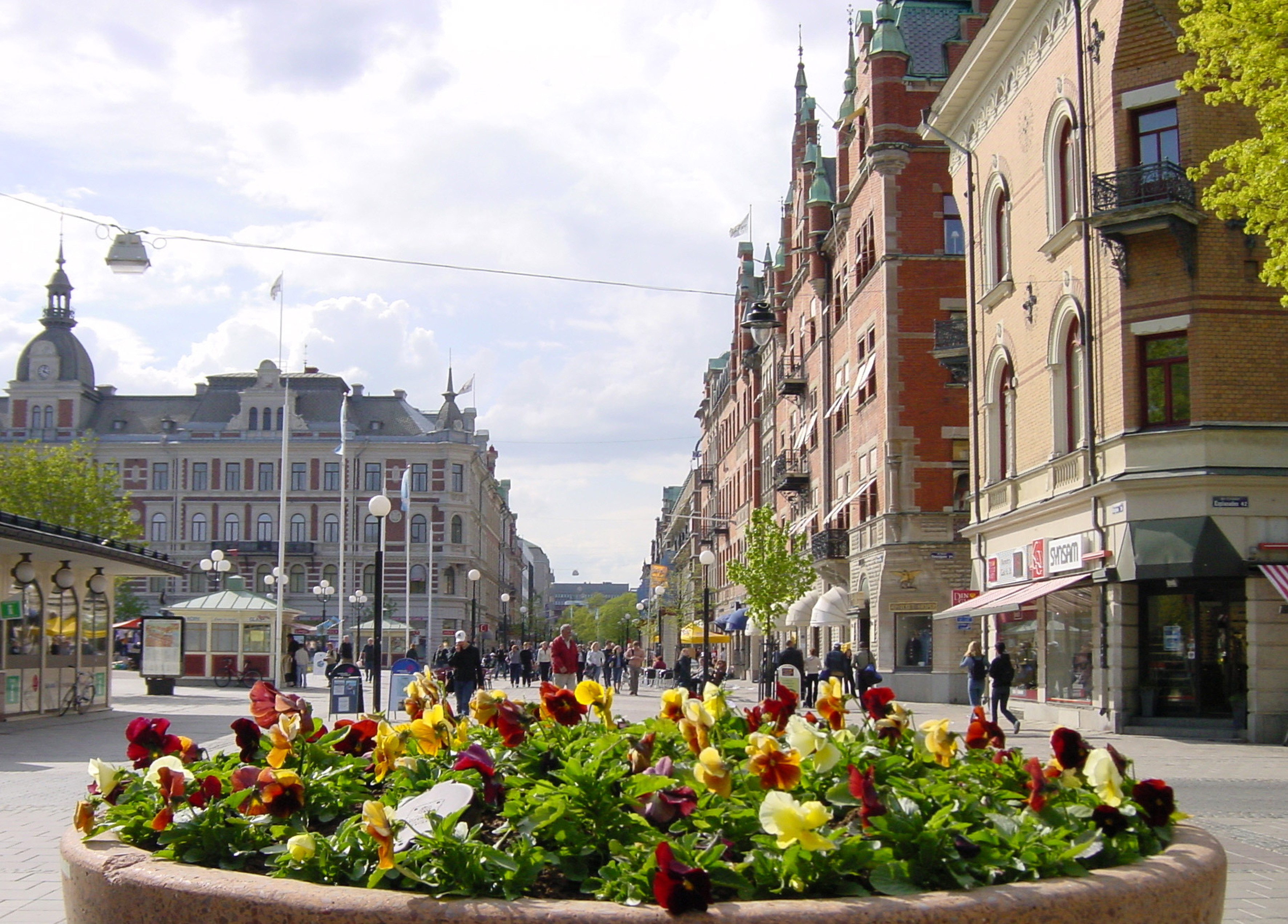
Вулиця Стургатан у Сундсваллі
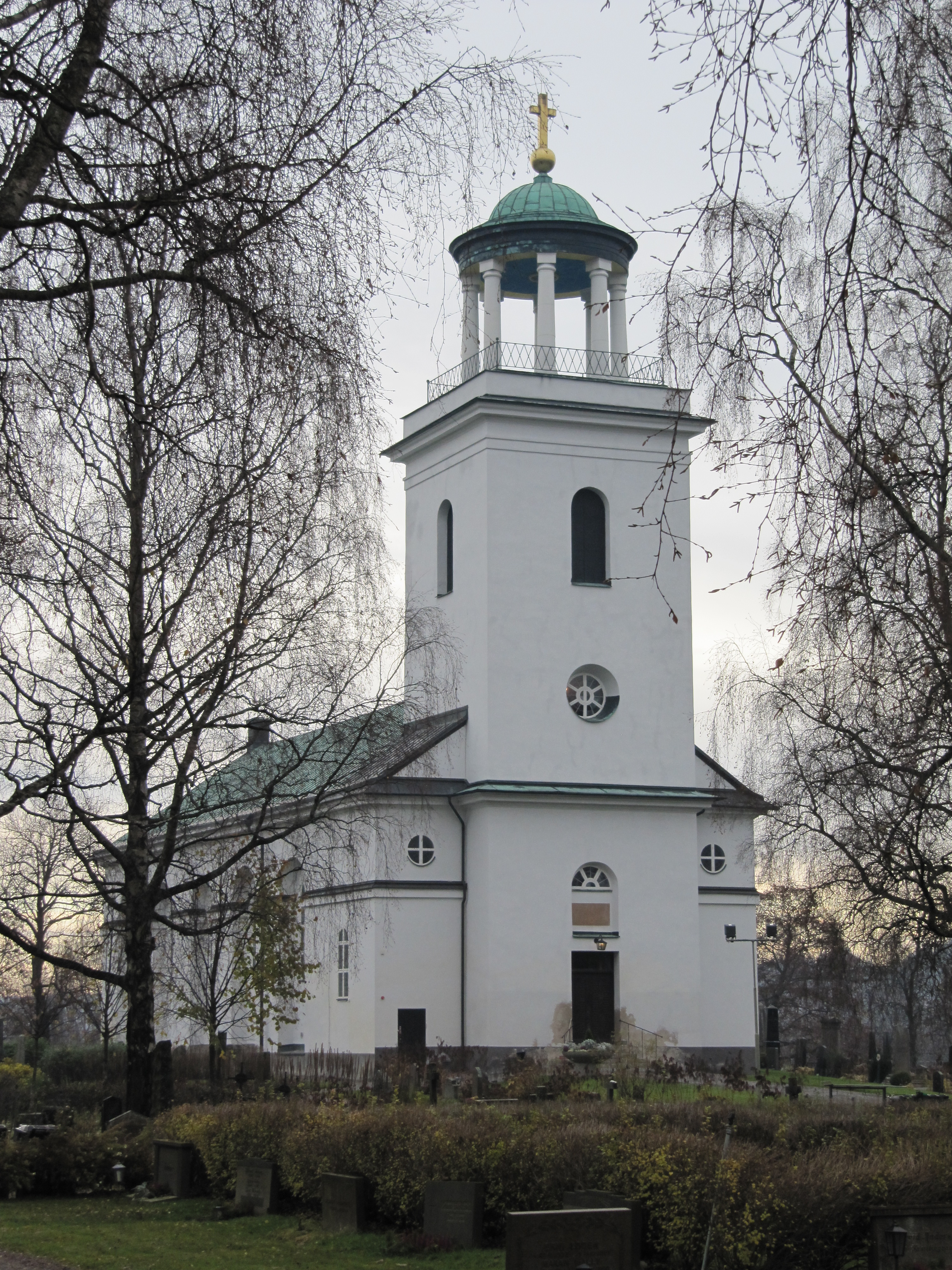
Церква в Тімро
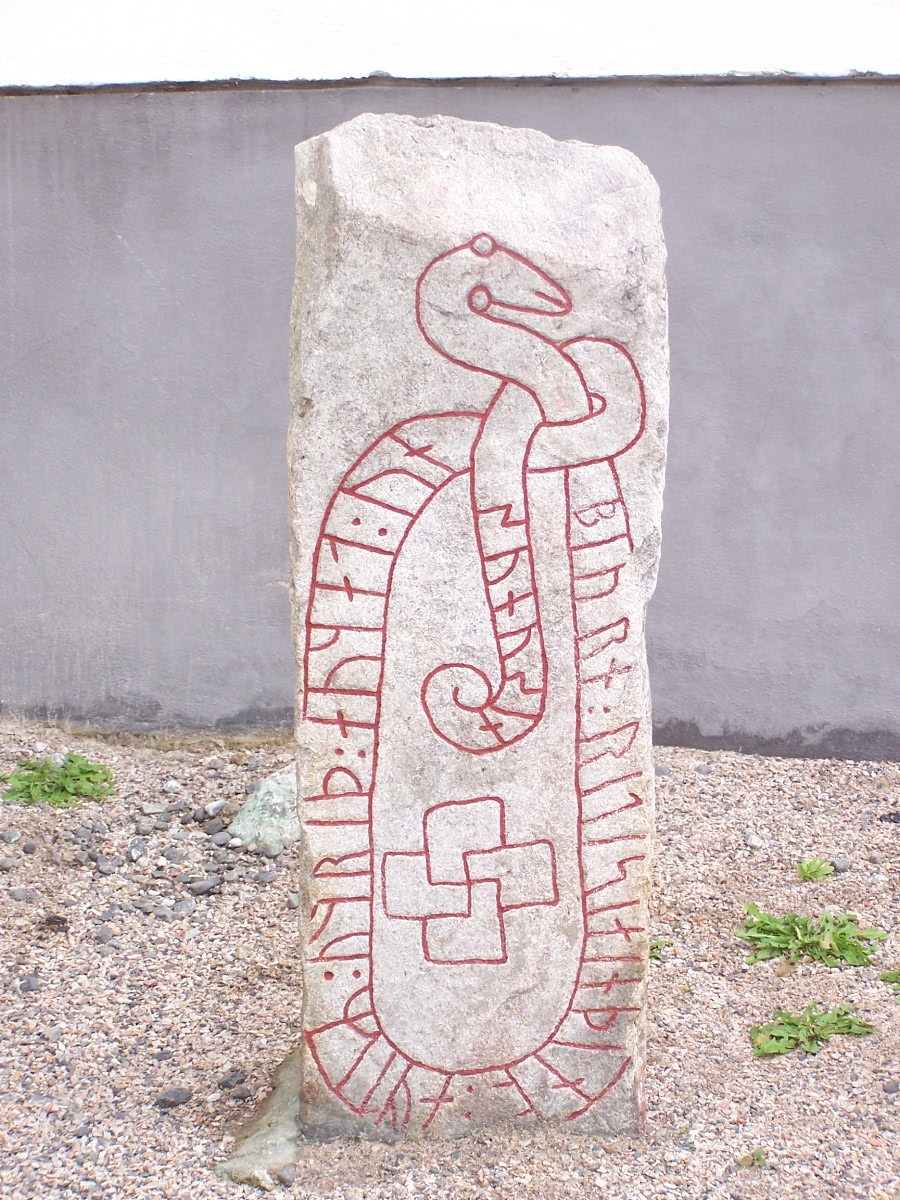
Рунічні камені Медельпаду
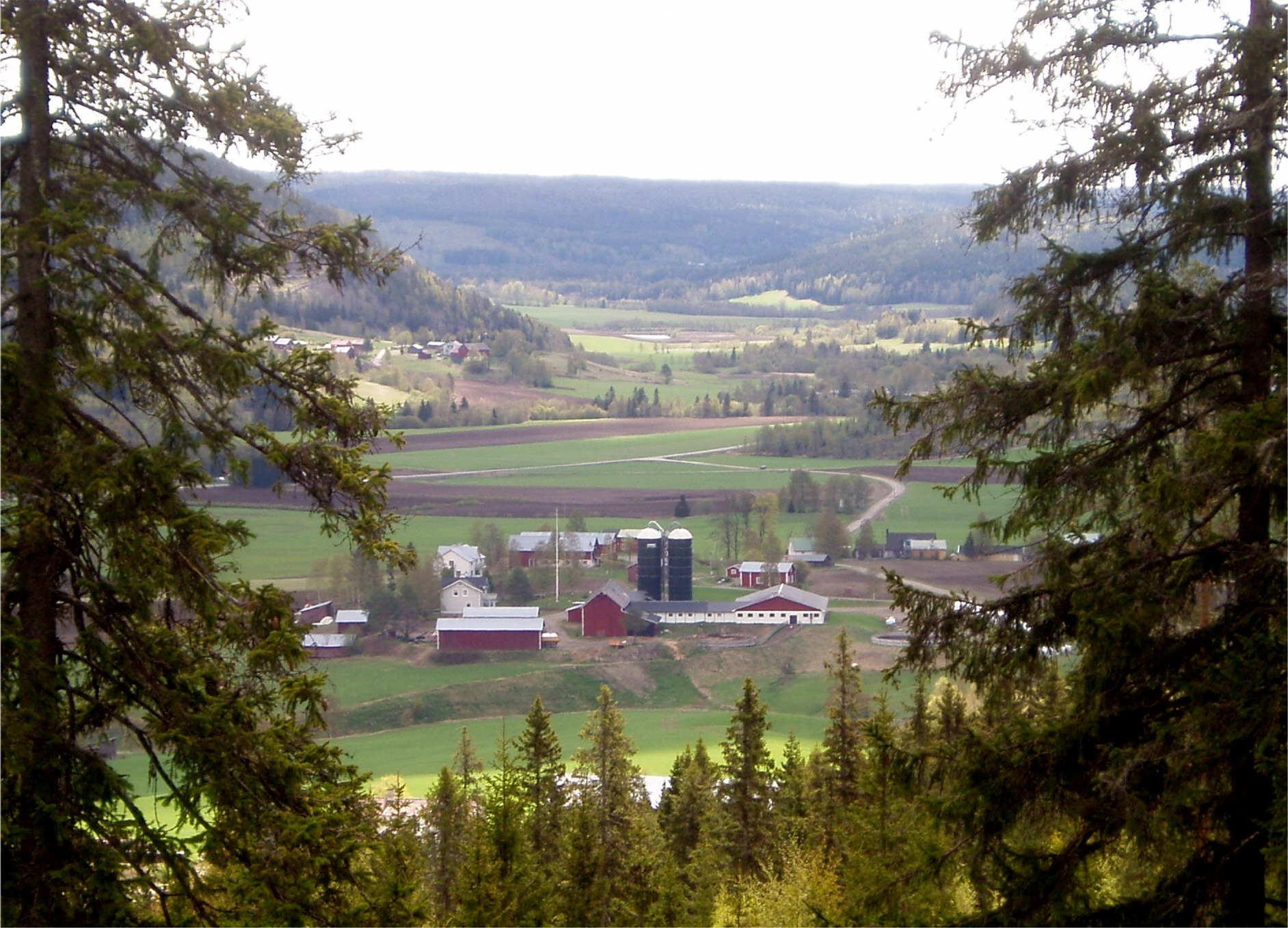
Краєвиди Медельпаду
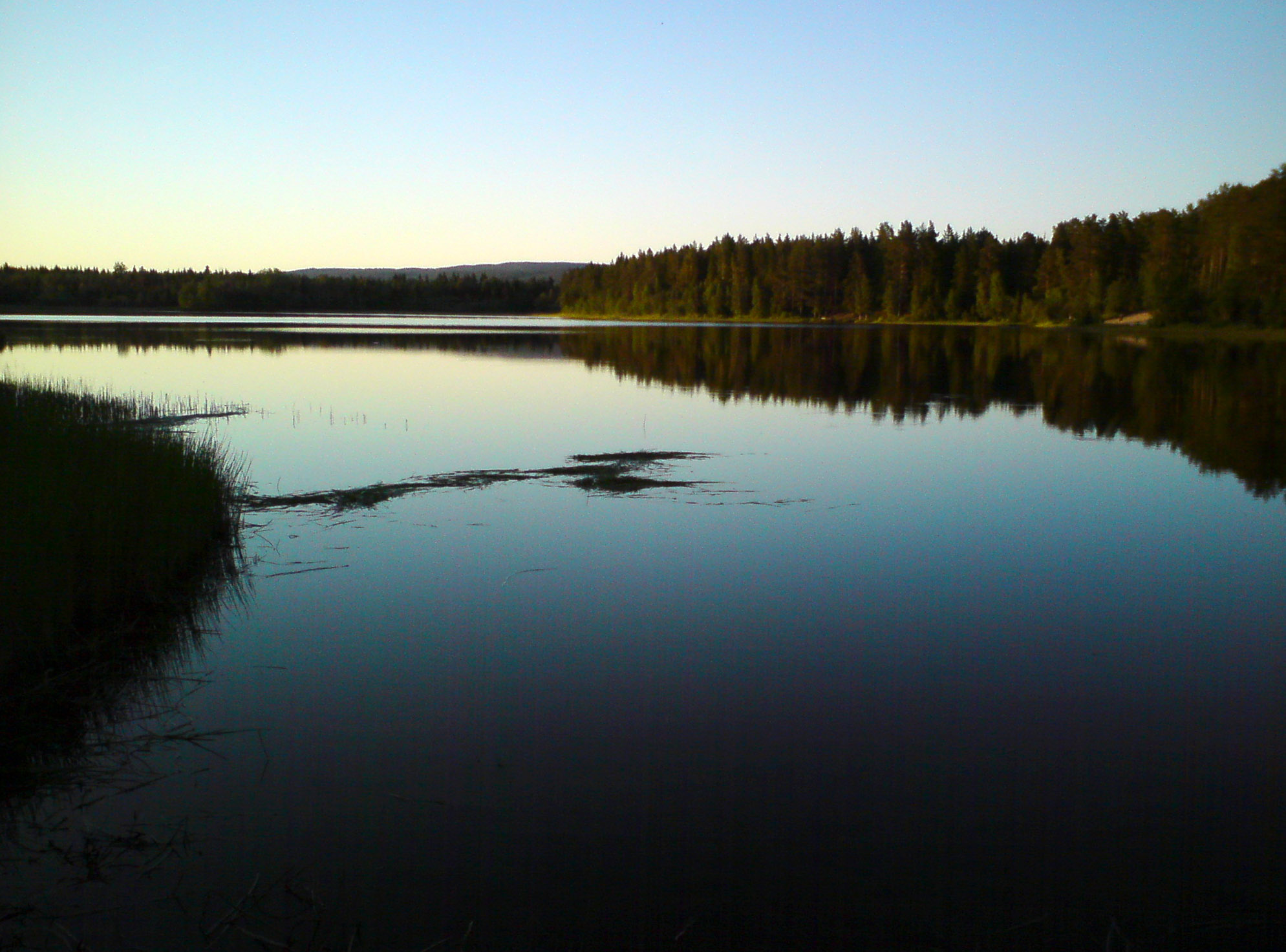
Озеро Легдешен